# Nadschāsa
Nadschāsa (arabisch نجاسة, DMG naǧāsa, oder auch Najāsa) bezeichnet im Islam den Zustand ritueller Unreinheit und damit das Gegenteil von Tahāra.
Es bezeichnet darüber hinaus auch die Anwesenheit von rituell unreiner Substanz am menschlichen Körper, an der Kleidung oder an Gegenständen.
Das arabische Adjektiv zu Nadschāsa lautet nadschis / نجس / naǧis.

## Religiöse Bedeutung
Ist der Gläubige im Zustand der rituellen Unreinheit, so ist vor rituellen Handlungen, wie z. B. dem Gebet (Salāt), die rituelle Reinigung vorzunehmen. Je nach Art der Verunreinigung ist entweder die kleine Waschung (Wudu’) oder die große Waschung (Ghusl) zu vollziehen. Bei Nicht-Vorhandensein von Wasser ersatzweise auch mit z. B. Sand (Tayammum), wobei dies jedoch nicht ähnlich durchgeführt wird wie mit der Waschung durch Wasser.

## Arten von ritueller Unreinheit

### Kleine Unreinheit (chafīfa)
Durch kleine Unreinheiten verliert man den Zustand der rituellen Reinheit (Tahāra). Kleine Unreinheiten sind z. B.:
- Toilettengang
- Ablassen von Darmgasen
- Berühren der eigenen Genitalien
- Berühren der Genitalien des Partners mit lustvollen Motiven

Um nach einem durch eine kleine Unreinheit verursachtem Verlust der rituellen Reinheit letztere wieder zu erlangen, muss mindestens die kleine Waschung (Wudū') vollzogen werden.

### Große Unreinheit (ghalīza)
Große Unreinheiten können nur mit der großen Waschung (Ghusl) beseitigt werden, wie beispielsweise:
- Zustand nach sexuellem Verkehr
- Zustand der Frau nach Ende der monatlichen Blutung und des Wochenbetts
- Zustand des Mannes nach – auch ungewollter – Ejakulation von Sperma[1]

## Rituell unreine Substanzen
Bestimmte Dinge verunreinigen Körper oder die Kleidung, sodass diese rituellen Unreinheiten unter Umständen entfernt werden müssen. Auch Plätze können verunreinigt sein, sodass etwa das Ritualgebet (Salāt) dort nicht erlaubt ist.
Als rituell unreine Substanzen angesehen sind unter anderem:
- Menschlicher Urin
- Kot
- Ejakulat (etwa in der hanafitischen Rechtsschule[2])
- Eiter
- Erbrochenes
- der Speichel eines Hundes, auch dessen feuchte Schnauze
- das Schwein als Ganzes
- tote Tiere sowie das Fleisch nicht halal geschlachteter Tiere
- alkoholische Getränke[3]

Welche Substanzen nadschis sind und welche nicht, wird von den Rechtsschulen jedoch unterschiedlich beantwortet. So sind z. B. nicht alle der oben beispielhaft aufgeführten Dinge von allen diesen als nadschis klassifiziert. Der Hundespeichel wird in der malikitischen Rechtsschule beispielsweise nicht als rituell unrein (nadschis) betrachtet.
Jedoch können rituell unreine Substanzen im bestimmten Umfang entschuldigt sein.